# Allianzteppich

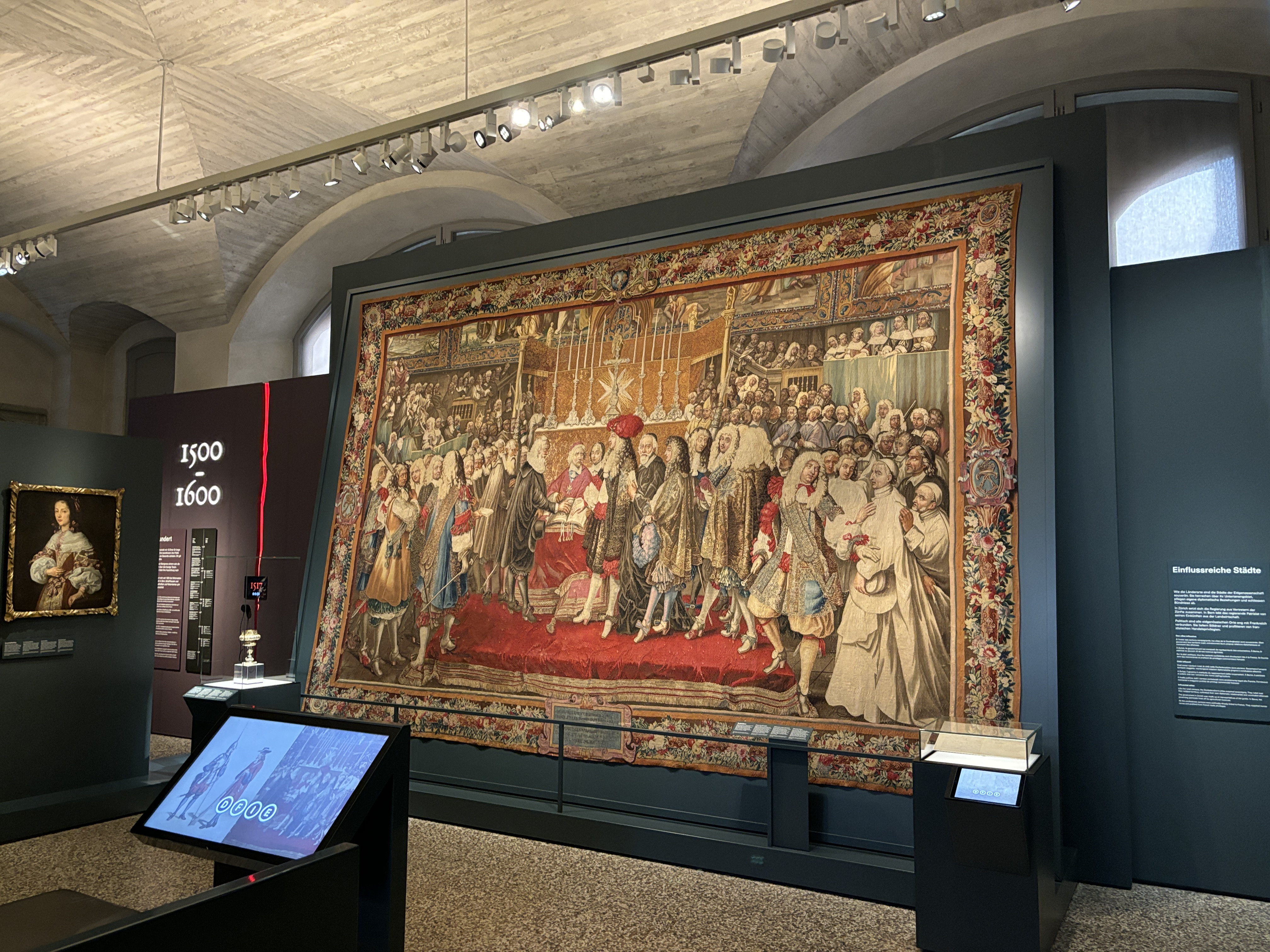
Der Allianzteppich im Landesmuseum Zürich

 Der Allianzteppich (auch Erneuerung des Soldbündnisses) ist ein barocker Wandteppich, der 1705–1723 von der Pariser Gobelin-Manufaktur gefertigt wurde. Der Teppich zeigt die am 18. November 1663 beschlossene Erneuerung der Soldallianz zwischen der Alten Eidgenossenschaft und dem französischen König Ludwig XIV. Er ist Teil der Tapisseriefolge L’histoire du Roi, die insgesamt sieben Mal gefertigt wurde.

## Geschichte

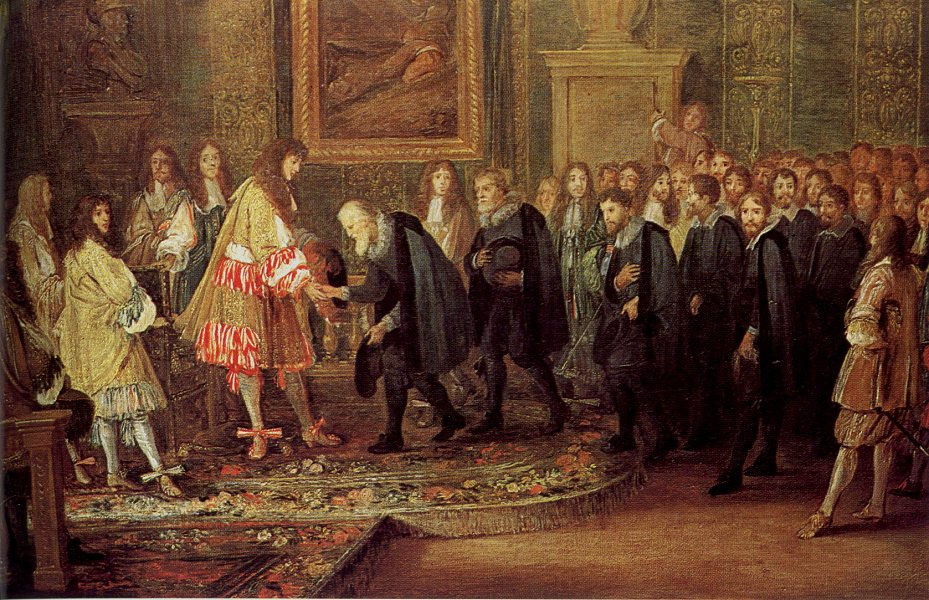
Empfang der eidgenössischen Gesandtschaft im Louvre. – Dieser Entwurf wurde zugunsten der Szene in der Notre-Dame verworfen.

Im November 1663 ritt eine eidgenössische Delegation nach Paris, um das erneuerte Soldbündnis zu beschwören, das letztmals 1602 unter Heinrich IV. abgeschlossen worden war. Es verlieh Ludwig XIV. das Recht, bis zu 16'000 eidgenössische Söldner anzuwerben, und verschaffte den Eidgenossen gewisse Handelsprivilegien in Frankreich. Dass dieses Ereignis als Tapisserie umgesetzt wurde, zeugt davon, dass die Bündniserneuerung für die französische Diplomatie ein grosser Erfolg gewesen sein muss.
Der Wandteppich ist Teil der ursprünglich 14-teiligen, später 17-teiligen Tapisseriefolge L’histoire du Roi, die von der staatlichen Gobelin-Manufaktur geschaffen wurde, um wichtige Ereignisse im Leben von Ludwig XIV. in chronologischer Reihenfolge zu inszenieren. Massgeblich für Idee und Umsetzung waren Charles Le Brun und Jean-Baptiste Colbert.
Ursprünglich war der Empfang der Schweizer Delegation im Louvre als Motiv geplant; da die Folge jedoch bereits zwei diplomatische Empfänge zeigte, inszenierte man stattdessen den Schwur in der Kathedrale Notre-Dame. Von L’histoire du Roi wurden zwischen 1665 und 1742 insgesamt sieben Serien hergestellt. Von den sieben Exemplaren des Allianzteppichs sind vier erhalten. Je ein Exemplar befindet sich in der Ausstellung des Schweizerischen Landesmuseums, in der Schweizer Botschaft in Paris (Hôtel de Besenval), auf Schloss Versailles und im Musée des Gobelins.

## Beschreibung
Die aus Wolle, Seide und Edelmetallfäden gefertigte Tapisserie ist ca. 585 cm breit und 387 cm hoch und trägt die Inschrift «RENOWELLEMENT DE L’ALLIANCE ENTRE LA FRANCE ET LES SVISSES FAIT DANS L’EGLISE DE NOSTRE DAME DE PARIS PAR LE ROY LOVIS XIV ET LES AMBASSADEVRS DES XIII. CANTONS ET DE LEVRS ALLIEZ LE XVIII. NOVEMBRE M.DC.LXIII».
Dargestellt ist der Chorraum von Notre-Dame, gefüllt mit über 150 Personen. Am Hauptaltar hinter dem Betpult steht Kardinal Antonio Barberini, einer der wichtigsten Kleriker am französischen Hof. Rechts davon ist der Sonnenkönig abgebildet, der als einziger Nicht-Geistlicher einen Hut trägt – was bereits im Vorfeld zu Verhandlungen geführt hatte, denn die Schweizer Gesandten verlangten erfolglos, ebenfalls mit Kopfbedeckung in die Kathedrale einzutreten. Hinter dem König steht dessen Bruder, der Herzog von Orléans. Links von Barberini steht Johann Heinrich Waser, Bürgermeister von Zürich (damals eidgenössischer Vorort) und Oberhaupt der Schweizer Delegation. Hinter ihm befinden sich der Berner Gesandte Anton von Graffenried und die restliche eidgenössische Delegation, die aus je zwei Standesvertretern sowie etlichem Gefolge bestand.
Auffallend ist unter anderem der starke Kontrast zwischen den Gewändern der beiden Parteien. Während die prachtvolle und üppige Kleidung der Franzosen der Mode dieser Epoche entspricht, erscheinen die Schweizer Gesandten in dunkler, schlichter Ratsherrenkleidung und ohne Perücken. Dies ist unter anderem auf die besonders in reformierten Kantonen geltenden Sittenmandate zurückzuführen, wird jedoch gekonnt in Szene gesetzt, um die Überlegenheit des Königs und Frankreichs hervorzuheben.

## Galerie

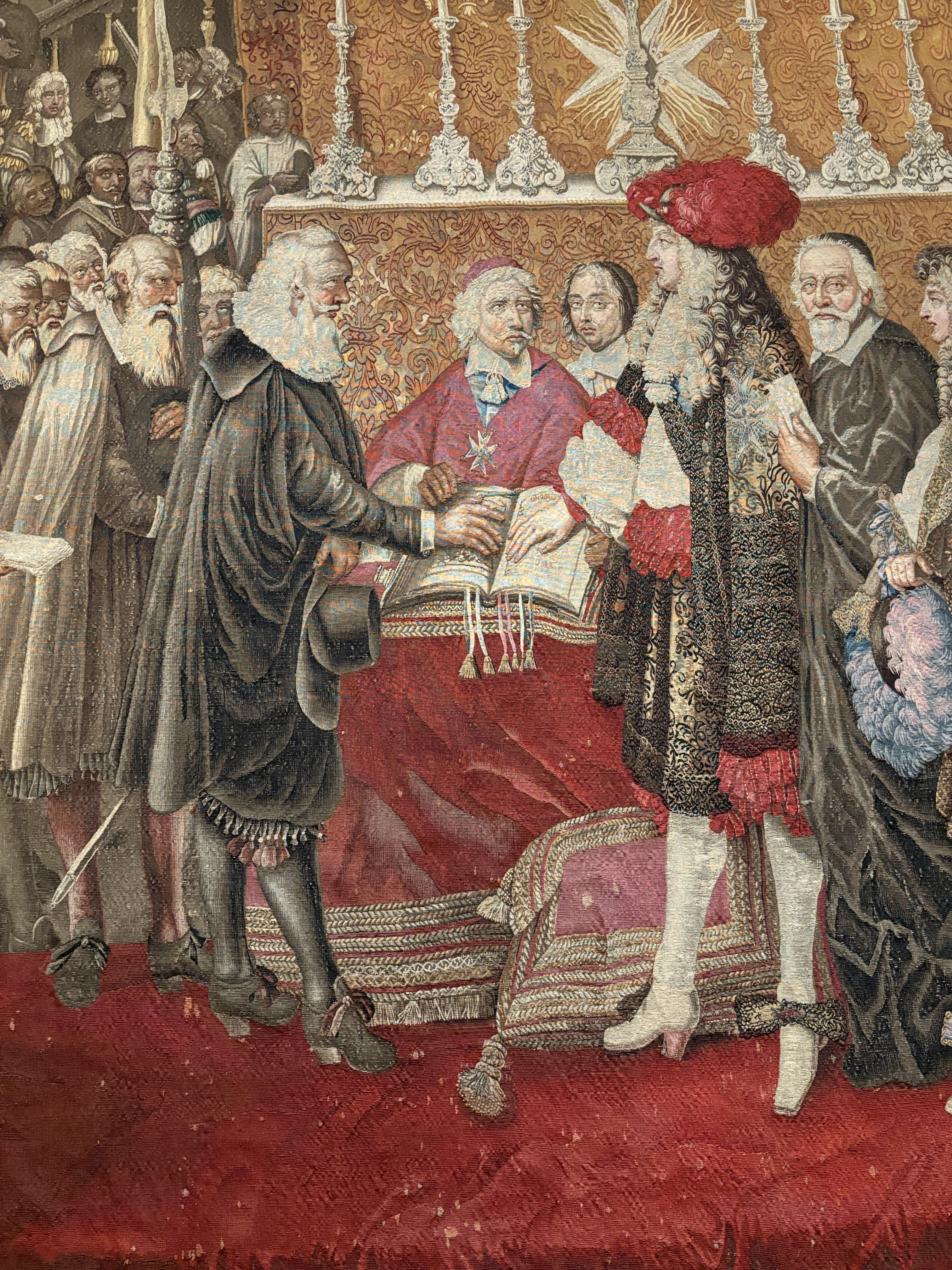
V. l. n. r.: Anton von Graffenried, Johann Heinrich Waser, Antonio Barberini,  Ludwig XIV.
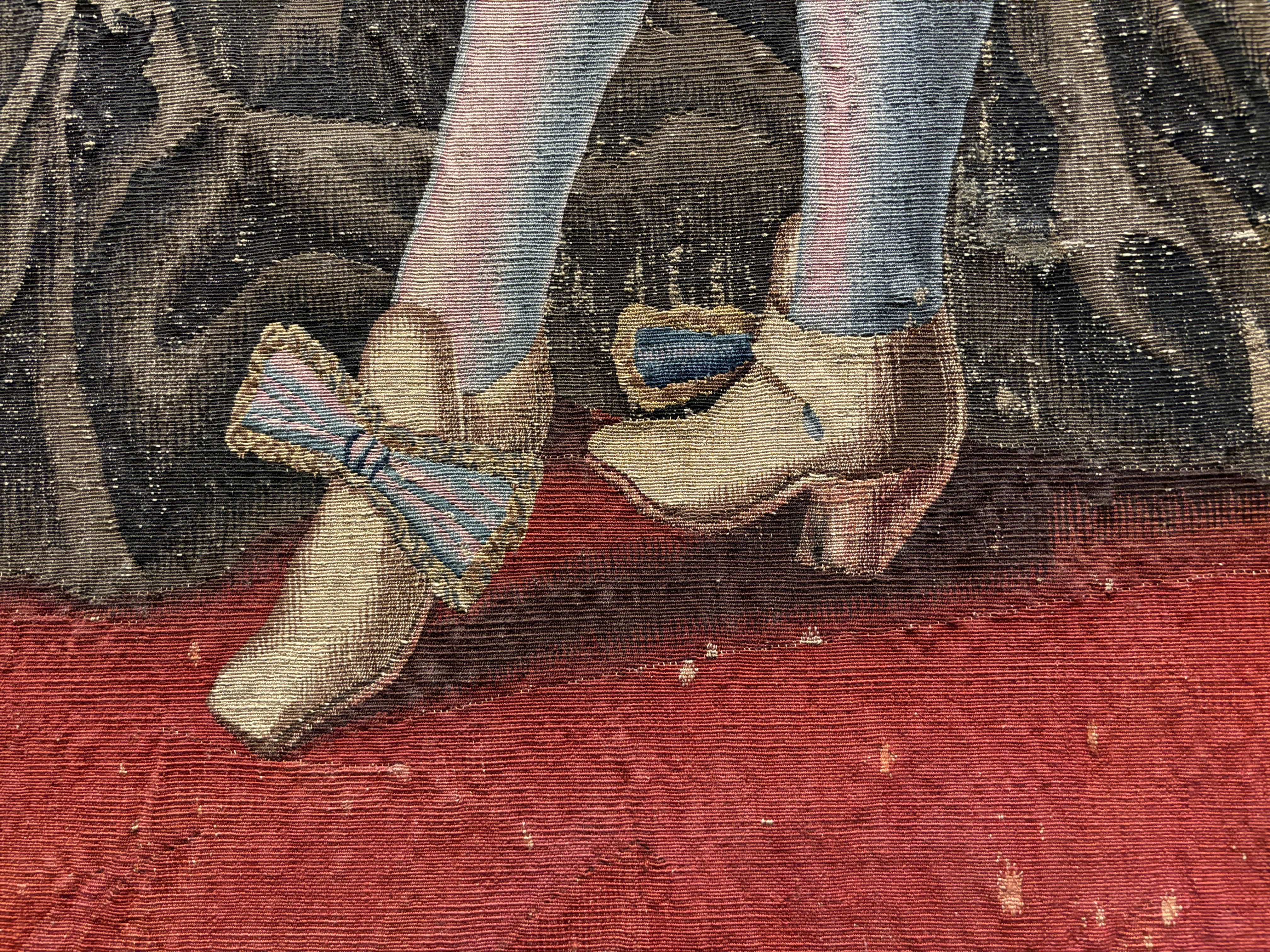
Detailansicht der Schuhe des Herzogs von Orléans
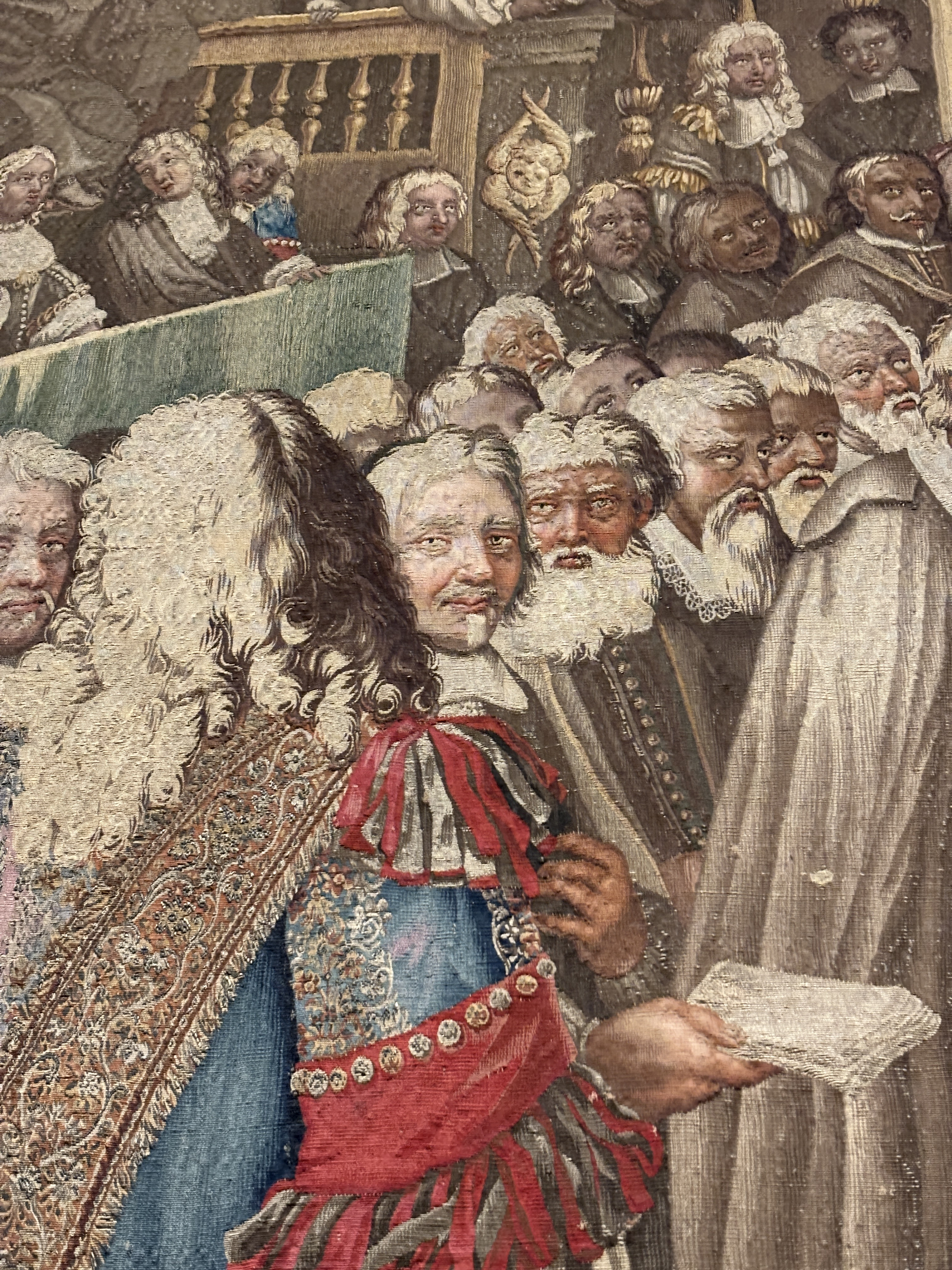
Jean de la Barde (1602–1692) (Mitte) und Schweizer Gesandtschaft
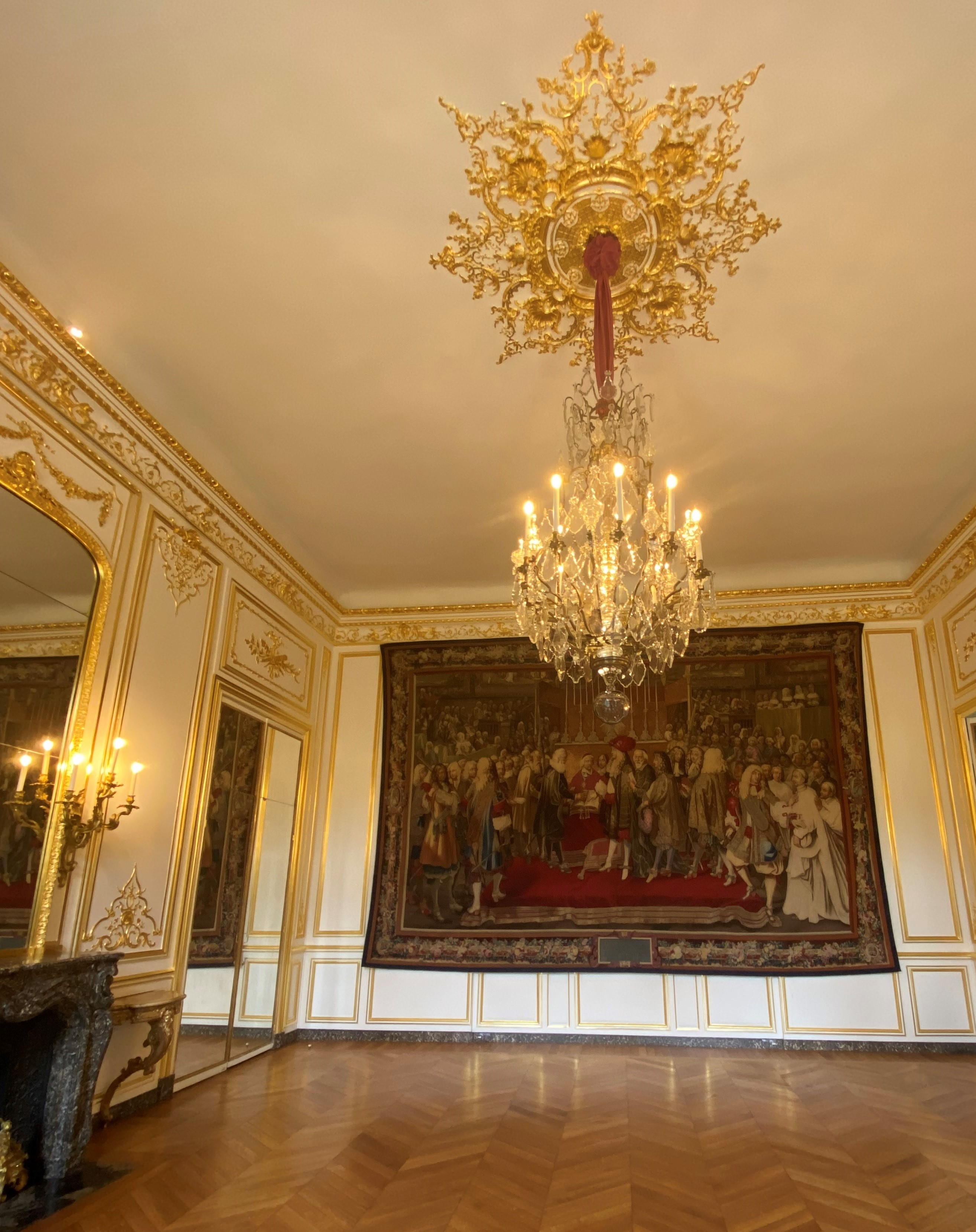
Salon de la tapisserie im Hôtel de Besenval, Botschaft der Schweiz in Paris
Ansicht des Allianzteppichs im Schweizerischen Landesmuseum in Zürich 1906